# HMS Indomitable (92)
Pour les autres navires du même nom, voir HMS Indomitable.
Le HMS Indomitable est un porte-avions britannique de la classe Illustrious lancé en 1940. Il a la caractéristique comme les autres vaisseaux de sa classe d'avoir un pont d'envol blindé.

Il a été construit par Vickers-Armstrong à Barrow-in-Furness, et sa quille posée le 10 novembre 1937. Il a été lancé le 26 mars 1940 et réceptionné par la marine en octobre 1941.

## Conception
L'Indomitable est le quatrième porte-avions de la classe Illustrious.

À la différence de ses trois prédécesseurs, il a été redessiné pour lui permettre de transporter plus d'avions, 48 au lieu de 36. Il est doté d'un demi hangar inférieur supplémentaire. La capacité des hangars étant par rapport à l'Illustrious supérieure de l'ordre de 50%. Il est, par cette seule caractéristique, comparable à la classe suivante, la classe Implacable. Cette modification engendre que le pont d'envol soit surélevé de 1,21 m (14 pieds), tandis que le blindage de côté du hangar doit être réduit pour compenser. À noter qu'une partie du hangar inférieure a dû être converti en ateliers supplémentaires et en hébergement du personnel destiné à ces avions supplémentaires.

### Armements
Son armement est identique à celui de sa classe, soit: seize canons de 4,5 pouces QF en huit affuts jumelés, 48 canons de 2 livres QF en six affuts octuples et 10 canons de 20 mm Oerlikon en affuts simples.

## Service

### Océan Indien
Pour son premier voyage, il est envoyé en novembre dans l'océan Indien pour se joindre à la Force Z. Il s'échoue lors de ce transfert sur un récif de corail près de la Jamaïque, laissant ainsi les cuirassés HMS Repulse et HMS Prince of Wales sans couverture aérienne, ce qui conduit à leur destruction par l'aviation japonaise le 10 décembre 1941. Le mois suivant, en janvier 1942, il rejoint la flotte orientale basé à Ceylan (aujourd'hui Sri Lanka). À la fin de janvier , il transporte 48 Hawker Hurricane de la RAF destinés aux terrains d'aviation de Sumatra dans les Indes néerlandaises, afin de renforcer les défenses aériennes de Singapour.
Après la chute des colonies anglaises d'Extrême-Orient (Hong Kong et la Birmanie) il est redéployé. Une nouvelle flotte orientale a été créé sous le commandement de l'amiral Sir James Somerville. L’Indomitable, et son navire jumeau le Formidable étaient les seuls porte-avions modernes de la flotte, et ont été un atout essentiel pour les Alliés dans l'Extrême-Orient. Le seul autre porte-avions disponible, l’Hermès, était effectivement obsolète.
En avril 1942, l'amiral Somerville a tenté d'intercepter la force de frappe de la marine japonaise lorsqu'elle est entrée dans l'océan Indien. Des informations incomplète l'ont conduit à abandonner son embuscade quelques heures avant que la force japonaise n'arrive . Au cours des jours suivants, l’Indomitable faisait partie d'une force qui a tenté une interception de nuit de la flotte japonaise, où les radars, mais aussi les lents avions torpilleurs britanniques avaient en théorie de meilleures chances de succès. Malgré plusieurs jours de recherche aucune action décisive n'a pu être entreprise, et Somerville a finalement renvoyé ses porte-avions rapides à Bombay.
Il participe à l'opération Ironclad, soit la bataille de Madagascar ou Diego-Suarez en mai 1942. Ses avions abattent alors plusieurs appareils français de l'aviation de Vichy.

### Méditerranée

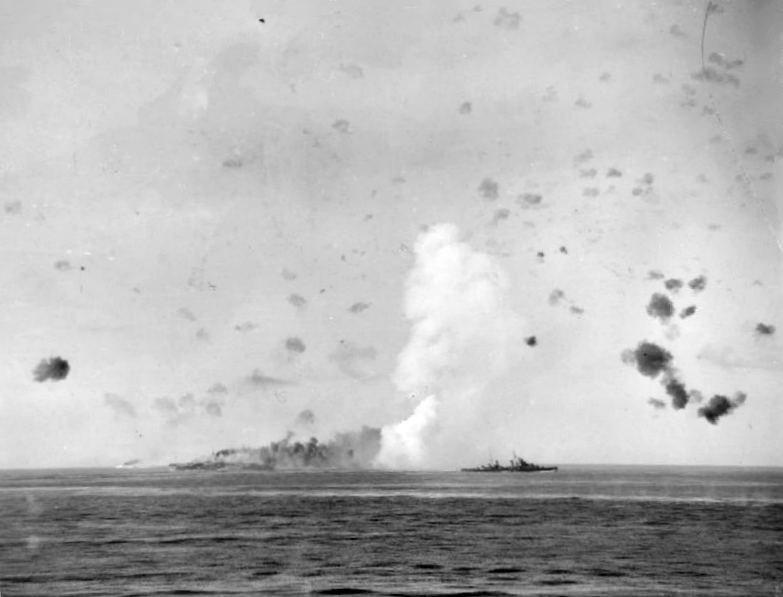
12 août 1942

Le HMS Indomitable en feu après son bombardement. On aperçoit le croiseur antiaérien HMS Charybdis en premier plan.
Rentré en Angleterre en juillet 1942, il participe en mer Méditerranée à l'opération Pedestal en aout 1942. Lors de cet affrontement contre les aviations italiennes et allemandes, il est touché le 12 aout par deux bombes de 500 kg, sans compter trois bombes identiques explosant très près de sa coque. À noter que deux heures après les explosions, il pouvait déjà filer à 28,5 nœuds.
Pour ses réparations, il est envoyé aux États-Unis. Il en revient réparé en février 1943, pour être affecté de nouveau sur le théâtre méditerranéen.
Il participe à l'opération Husky, c'est-à-dire l'invasion de la Sicile déclenchée le 10 juillet 1943. Le 16 du même mois, il est torpillé par un bombardier allemand Ju-88 ou par un bombardier italien SM.79. De nouveau il est envoyé dans les chantiers des États-Unis pour ses réparations. Il en sort pour ses essais le 10 avril 1944.

### Pacifique
Sorti de réparation en avril 1944, il est affecté à l'Eastern Fleet.
L'Indomitable et le Victorious lancent des attaques aériennes contre Sumatra en août et septembre 1944. Ensemble, ils lancèrent encore des raids contre les îles Nicobar, après quoi l'Indomptable rejoint l'Illustrious pour des frappes aériennes contre Medan et une fois de plus contre Sumatra le 20 décembre.
En 1945, il est affecté à la flotte britannique du Pacifique. Le 4 janvier 1945, il attaque une nouvelle fois Medan en compagnie des Victorious et l'Indefatigable. Les actions suivantes ont été entreprises contre Palembang et, encore une fois, contre Sumatra, plus tard en janvier.
Il participe à la bataille d'Okinawa au début de 1945. La flotte britannique du Pacifique est chargée de neutraliser les aérodromes japonais dans les îles Sakishima, ce qu'elle fait avec succès du 26 mars au 10 avril. Le 10 avril, son action se porte contre les aérodromes situés au nord de Formose. La force se retire à la baie de San Pedro le 23 avril pour ravitaillement. Le 1er mai, la flotte britannique du Pacifique retourne sur zone pour frapper les aérodromes. C'est alors que le 4 mai 1945, l'Indomptable est touché par un kamikaze, mais son pont d'envol blindé le préserve de sérieux dommages. En août, avec la fin de la guerre, il supporte la libération de Hong Kong.
Ses avions s'envolent pour leurs dernières missions de guerre le 31 août 1945 et le 1er septembre contre des bateaux suicides japonais attaquant les forces anglaises.

### Fin
Le 3 février 1953, il a été gravement endommagé par un feu intérieur et des explosions; les dommages n'ont jamais été réparés.
La même année, il a pris part à la revue de la flotte pour célébrer le couronnement de la reine Elizabeth II.
L'Indomitable retourne dans la flotte de réserve en octobre 1953. Il est envoyé à la ferraille à Faslane le 30 septembre 1955.